# Шахтёрский (Суворовский район)
Шахтёрский — посёлок в Суворовском районе Тульской области России. 
В рамках административно-территориального устройства входит в Балевскую сельскую территорию Суворовского района, в рамках организации местного самоуправления входит в Северо-Западное сельское поселение.

## География
Расположен в 76 км к западу от центра города Тулы и в 2 км к северу от центра города Суворов на противоположном от него северном берегу Черепетского водохранилища.
На востоке примыкает к посёлку Агеево, а на юго-западе — к северо-западным окраинам города Суворов.

## Население
| 2010 |
| ---- |
| 893  |